# Alice Rogoff
Alice Rogoff, née le 10 novembre 1951, est une directrice d'édition de journaux, philanthrope, écrivaine et pilote, américaine qui consacre une partie de sa vie à la culture des peuples autochtones d'Alaska.

## Biographie

### Enfance et formation
Alice Nicole Rogoff est la fille de Mortimer Rogoff (1921–2008), ancien président et président de Navigation Sciences ; sa mère est l'artiste et muraliste Sheila Rogoff. Elle a deux frères et sœurs, Louisa Thompson et Julia Peach. Elle fréquente la Dalton School, le Connecticut College (en) et la Harvard Business School et obtient un MBA en 1978.

### Vie de famille
Alice Rogoff épouse David Rubenstein, cofondateur et codirecteur général du Carlyle Group, en 1983. Ils ont trois enfants, deux filles et un garçon,. Le couple divorce le 8 décembre 2017.

### Carrière professionnelle
Alice Rogoff travaille pendant plus de 10 ans comme directrice financière du magazine U.S. News & World Report. Elle travaille au Washington Post en tant qu'assistante de l'éditeur Donald Graham, créant son édition en ligne. De 1978 à 1980, Elle est assistante spéciale du directeur du Bureau de la gestion et du budget de l'administration Carter.

### Passion Alaska
Elle se rend pour la première fois en Alaska en 2002. Elle y est introduite par Theron « Terry » Smith, un ancien pilote en chef d'Alaska Airlines. Avec Smith et sa femme, elle parcourt l'Alaska, rencontrant ses habitants. Ensuite, elle apprendra à piloter elle-même un avion. Lors de sa visite chez les Smith, elle achète une maison à Anchorage. Elle devient actionnaire majoritaire de l'Alaska Dispatch (en) en 2008. En avril 2014, il est annoncé qu'Alice Rogoff et l'Alaska Dispatch achètent l'Anchorage Daily News, le plus grand journal d'Alaska en termes de diffusion, pour 34 millions de dollars américains. La transaction place le journal sous son contrôle et de celui de l'Alaska Dispatch. Elle annonce en 2017 qu'elle abandonne le contrôle du journal.
En plus de ses entreprises commerciales, Alice Rogoff contribue à fonder Alaska House New York et l'Alaska Native Arts Foundation,. Avec son ex-mari, elle participe au financement du programme Any Given Child de la ville de Juneau, en Alaska, programme qui promeut les arts dans l'éducation.
En 2014, elle pilote son propre avion pour suivre la course de traîneau Iditarod Trail Sled Dog Race.
Fin août 2015, connaissant la famille Obama depuis plusieurs années, elle accueille le président Barack Obama dans sa maison d'Anchorage pour un dîner privé au cours du premier jour d'un voyage de trois jours qu'Obama effectue en Alaska pour aborder le changement climatique.
Le 3 juillet 2016, elle est le pilote et le seul occupant d'un hydravion Cessna 206 qui s'écrase à l'atterrissage à Halibut Cove, en Alaska. Son avion est endommagé mais elle n'est pas blessée. Elle a pu quitter les lieux de l'accident par ses propres moyens.

### Peuples autochtones d'Alaska
Depuis le début des années 2000, Alice Rogoff s'intéresse à l'art inuit des peuples autochtones d'Alaska, comme l'avait fait l'ethnologue Alphonse Pinart au XIXe siècle, qui est, pour elle, une référence. En 2002, elle crée la « Fondation des arts authentiques d’Alaska », qui, ferme en 2016 à la suite de difficultés financières. En 2024, elle fait don d’une centaine d’œuvres inuites à la commune de Boulogne-sur-Mer afin qu'elles rejoignent, au château-musée de Boulogne-sur-Mer, celles de la collection Alphonse Pinart, car, comme le dit Alice Rogoff, « Boulogne est en train de devenir une ville référence pour l’art inuit dans le monde ». Elle sera présente à Boulogne-sur-Mer en juillet 2025 pour l’inauguration de l'exposition consacrée à l'art inuit.

## Pour approfondir